# 漢江鉄橋
漢江鉄橋（ハンガンてっきょう）は、大韓民国ソウル特別市の漢江に架かる全長1,110 mの鉄道橋で、北岸の龍山区二村洞と南岸の銅雀区鷺梁津を結ぶ。
漢江に架けられた最初の近代橋梁で、現在は単線であるA線・B線、複線であるC線・D線の4本の橋梁で構成されている。鉄道路線の上では京釜線の龍山駅と鷺梁津駅の間に位置する。

## 概説

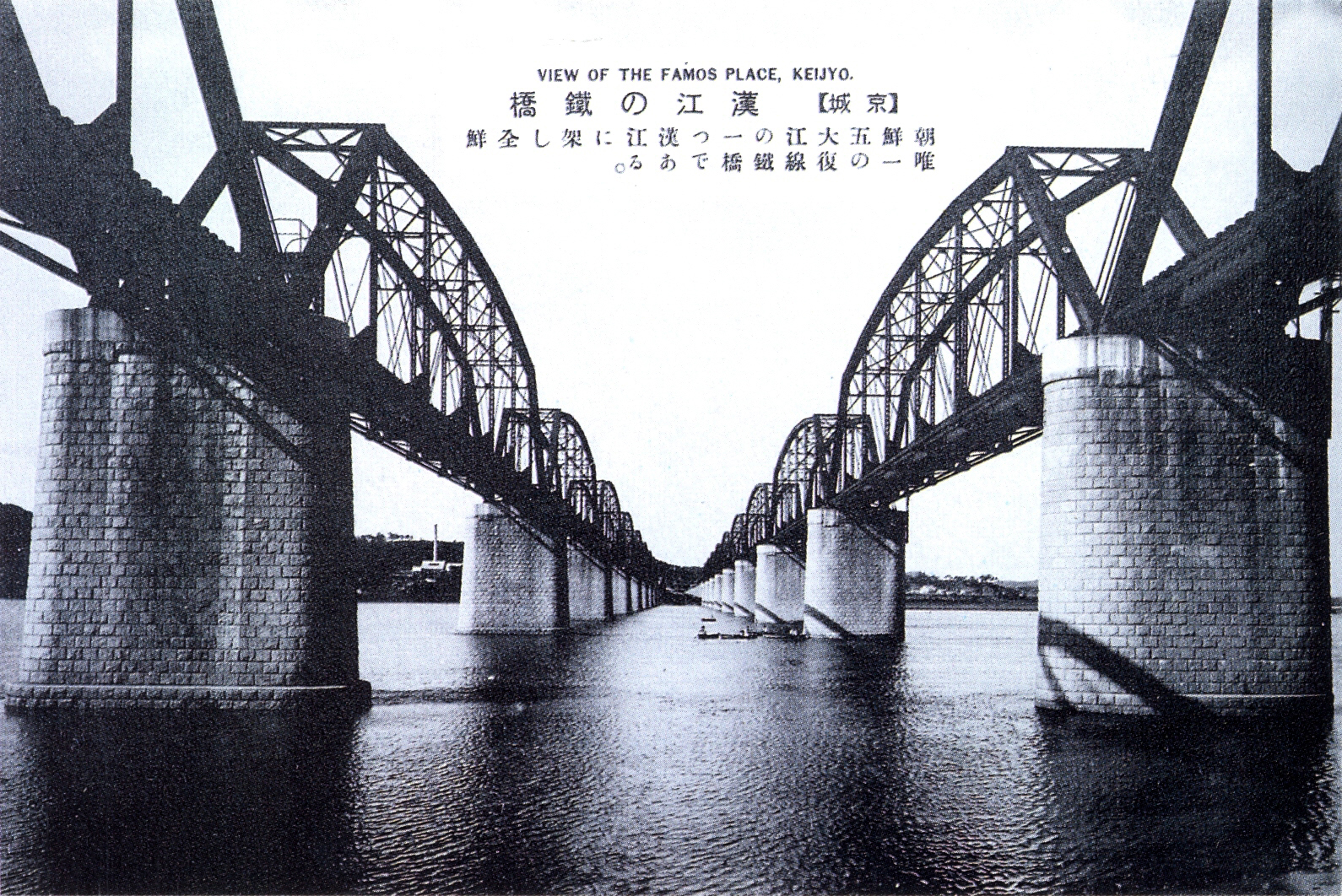
日本統治時代の漢江鉄橋

1896年に京仁鉄道（現：京仁線）の敷設権を得たジェームズ・R・モースによって、1897年3月に建設が着手され、1900年7月5日に単線の橋が竣工した（A線）。これにより、漢江南岸の鷺梁津駅を起点としていた京仁鉄道は、漢江北岸の京城駅（現在のソウル駅の北に位置した駅）まで延伸された。
1905年に京釜線が敷設されると輸送量が増大し、これに対応すべく複線化を行うこととなり、上流側に漢江第二鉄橋（B線）が建設された（1911年11月着工、1912年9月竣工）。A線の下流に位置するC線は、複々線化により1944年に完成したものである。
1950年6月、朝鮮戦争が勃発すると、北朝鮮軍の南下を阻止するためとして、この3線は漢江人道橋（漢江大橋）とともに韓国軍によって爆破された。しかし、装薬の不発のために完全には破壊できず、北朝鮮軍の戦車が橋を渡ることとなった（漢江人道橋爆破事件も参照）。その後、A線の仮復旧工事が行われ、単線で運行が再開されたが、戦後になって列車本数が増加したため、1957年7月にC線を復旧し複線での運行を再開。その後さらに本数が増えたため、A・B両線の復旧が進められた。この際、日韓基本条約で獲得した資金も投下され、1969年6月28日に完全復旧をとげた。
D線は、京釜線の3線化に伴い、A線とC線の間に新たに建設され、1994年12月に竣工した。
現在、A線およびB線は京仁線特急/急行・京釜線A急行、C線は京釜線のKTXやITX-セマウル・ムグンファ号・ヌリロなどの一般列車と京釜線B急行、D線は首都圏電鉄1号線緩行列車に使われている。また、貨物列車はD線以外の橋を使用する。
A線・B線・C線の橋梁は、大韓民国登録文化財第250号に指定されている。